# TA-43
TA-43, bio je torpedni brod u sastavu njemačke Kriegsmarine. Izvorno je to bio jugoslavenski razarač Beograd kojeg su 1941. zarobili Talijani, a kasnije i Nijemci.

## Operativna uporaba
Kobilica razarača Beograd položena je 1936. u francuskom brodogradilištu Chantiers de la Loire. Porinut je 23. prosinca 1937. i u službu jugoslavenske kraljevske ratne mornarice ulazi u lipnju 1938.
Nakon Travanjskog rata, pod imenom Sebenico ulazi u službu Regiae Marinae koja ga do kapitulacije Italije 1943. najčešće koristi kao eskort konvojima prema Africi. Kasnije ga preuzimaju njemačke snage, i pod imenom TA-43, 17. siječnja 1944. ulazi u sastav Kriegsmarine. Za to vrijeme obavlja minopolaganje i eskortne dužnosti.
1945. u Trstu ga je potopila vlastita posada kako ne bi pao u ruke nadolazećoj Jugoslavenskoj armiji. Nakon što je 1946. izvučen iz mora, nastao je spor kome bi trebao pripasti - Jugoslaviji ili Italiji. Problem je "nestao" kada je brod ponovno potonuo označivši svoj konačan kraj.